# Уолтер Батлер, 1-й маркиз Ормонд
 Уолтер Батлер (англ. Walter Butler, 1st Marquess of Ormonde; 5 февраля 1770 — 10 августа 1820) — ирландский аристократ, политик и пэр, 18-й граф Ормонд (1795—1820), 1-й барон Батлер (1801—1820) и 1-й маркиз Ормонд (1816—1820).

## Биография
Родился 5 февраля 1770 года. Старший сын Джона Батлера, 17-го графа Ормонда (1740—1795), и леди Фрэнсис Сьюзен Элизабет Уондесфорд (ум. 1830), дочери Джона Уондесфорда, 1-го графа Уондесфорда.
В 1789—1796 годах Уолтер Батлер заседал в Ирландской палате общин от графства Килкенни. Он служил в качестве губернатора и хранителя рукописей в графстве Килкенни. Член Тайного Совета Ирландии (1797) и полковник милиции графства Килкенни. В 1798 году стал кавалером Ордена Святого Патрика.
30 декабря 1795 года после смерти своего отца Уолтер Батлер унаследовал титулы 18-го графа Ормонда, 12-го графа Оссори и 10-го виконта Терлса.
20 января 1801 году Уолтеру Батлеру был пожалован титул 1-го барона Батлера из Ллантони в графстве Монмутшир (Пэрство Соединённого королевства).
В 1810 году Уолтер Батлер продал английской короне право контролировать цены на вина, продаваемые в Ирландии за огромную сумму денег (216 000 фунтов стерлингов). Это право король Англии Эдуард I Плантагенет даровал ещё Теобальду Батлеру, 4-му главному виночерпию Ирландии (1242—1285).
В январе 1816 году Уолтер Батлер получил титул 1-го маркиза Ормонда в системе Пэрства Ирландии.

## Брак
17 марта 1805 года Уолтер Батлер женился на Энн Мэри Кэтрин Прайс-Кларк (ум. 19 декабря 1817), дочери Джозефа Харта Прайса-Кларка. Она была наследницей и племянницей британского политика Годфри Багнелла Кларка, владельца имения Саттон-Скарсдейл-Холл в графстве Дербишир. Их брак был бездетным.
10 августа 1820 года после смерти 50-летнего Уолтера Батлера, 1-го маркиза Ормонда, титулы маркиза Ормонда и графа Батлера пресеклись, а титул графа Ормонда унаследовал его младший брат, Джеймс Батлер, 19-й граф Ормонд (1777—1838), который позднее также получил титулы 1-го маркиза Ормонда и 1-го барона Батлера.